# Project ARMS
Project ARMS (プロジェクトアームズ?, Purojekuto Āmuzu) è un anime e manga giapponese che presenta alcuni riferimenti al romanzo intitolato Alice nel Paese delle Meraviglie. La serie è stata creata da Kyoichi Nanatsuki e Ryoji Minagawa nel 1999 come adattamento animato del precedente manga, vincitore di diversi premi. La serie animata è stata trasmessa in Italia sui canali Hiro e Man-ga. È distribuita dalla Yamato Video e ne sono state pubblicate 2 serie da 26 episodi l'una.

## Gli Arms
Le arms sono in realtà delle creature che vivono in simbiosi con l'organismo ospitante che solitamente sono dormienti in esso. Essi sono composti da migliaia di nano-macchine che riescono a rigenerarsi con una notevole velocità. Ogni Arms è differente sia come aspetto che come abilità che riesce a donare al possessore. I 4 arms originali sono Jabawack, Il Cavaliere, il Coniglio Bianco, e la Regina di Cuori. Gli altri arms non posseggono a differenza dei primi una coscienza propria, come se fossero caduti in un sonno profondo dal quale non riescono più a svegliarsi.
- Ryo Takatsuki - Jabawack
- Hayato Shingu - Cavaliere Bianco
- Takeshi Tomoe - Coniglio Bianco
- Kei Kuruma - Regina di cuori
- Keith Red - Grifone
- Keith Blu - Ghiro
- Keith Violet - Lepre Marzolina
- Keith Silver - Cappellaio Matto
- Keith Green - Gatto del Cheshire
- Keith Black - Humpty Dumpty
- Takashi Takatsuki (James Huang) -  Modular ARMS (senza alcuna manifestazione)

## Ambientazione
L'intera storia si svolge principalmente in Giappone ma i protagonisti si spostano anche negli Stati Uniti d'America. L'epoca è quella attuale e non si trovano contaminazioni di epoche precedenti o futuristiche. Parte della storia si svolge nell'istituto di ricerca dell'Egrigori.

## Trama
La storia vede il protagonista Ryo Takatsuki e i ragazzi che frequentano una scuola vivere una vita tranquilla, ma appena arrivano dei nuovi compagni iniziano le prime incomprensioni e le prime sfide. Dopo che il gruppo si solidifica arrivano diversi nemici sempre più potenti fino a scoprire che i protagonisti posseggono delle qualità straordinarie, e vi sono alcuni decisi a tutto pur di ucciderli. Il loro nemico è l'organizzazione dell'Egrigori, che aveva in passato creato tutte le Arms. I ragazzi comprendono che fino a quando esiste tale organizzazione non potranno mai vivere la vita normale di prima, e decidono così di combatterla.

## Personaggi

### Protagonisti
- Ryo Takatsuki, protagonista della serie. Di aspetto tipicamente giapponese un ragazzo di 17 anni da sempre allenato dal padre nel riuscire a cavarsela in ogni situazione. Il suo arms è presente inizialmente nel braccio destro, di gran cuore ha una grande fiducia nei suoi compagni.

- Hayato Shingu, un ragazzo allenato da suo nonno, abilissimo nelle arti marziali, inizialmente il suo arms si manifesta nel solo braccio sinistro. Odia Keith, che gli ha ucciso i suoi genitori, non sapendo però che l'assassino aveva diversi fratelli gemelli. Inizialmente va in contrasto con Ryo e anche dopo essersi alleato con lui spesso litiga.

- Takeshi Tomoe, perseguitato dai bulli delle scuole ha cambiato spesso città e istituti. Il suo problema è che non sa controllare le sue arms (inizialmente si manifestano nelle gambe) e ferisce involontariamente ogni volta i prepotenti che si rivolgono a lui. Ha una sorella che cerca di proteggere anche se sembra lei, soprattutto all'inizio, a difenderlo.

- Kei Kuruma, l'unica ragazza dei quattro protagonisti. Come tutti gli altri lei è rimasta orfana in tenera età ed è stata cresciuta da un'organizzazione creata da uno dei Keith(Blue) che ha tradito l'Egrigori. Il suo arms risiedono negli occhi.

### Antagonisti
- Keith White, il Keith originale. Egli si è clonato creando tutti gli altri, ma salvando solo i migliori e gettando gli scarti. Esimio dottore collega di Samuel Tillinghast, ha ideologie che vanno in contrasto con lui. La sua condotta farà infuriare Alice che cercherà di distruggere il mondo.

- Keith Red, il suo arms vive nelle braccia, prende l'aspetto di una lama simile a quella di Keith Black (per questo motivo verrà scambiato da Hayato come l'assassino dei suoi genitori), si trasforma in un mostro dal nome in codice di Grifone.

## Doppiaggio
L'edizione italiana di ARMS del 2006 è di Yamato Video, il doppiaggio è stato eseguito presso lo Studio Raflesia con la direzione di Aldo Stella. I dialoghi italiani sono di Valerio Manenti.
| Personaggi    | Voce giapponese  | Voce italiana        |
| ------------- | ---------------- | -------------------- |
| Ryo Takatsuki | Nobutoshi Canna  | Alessandro Rigotti   |
| Hayato Shingu | Shin'ichirō Miki | Lorenzo Scattorin    |
| Takeshi Tomoe | Yūji Ueda        | Massimo Di Benedetto |
| Kei Kuruma    | Minami Takayama  | Alessandra Karpoff   |
| Keith Red     | Shō Hayami       | Giorgio Bonino       |
| Jabberwock    | Shūichi Ikeda    | Enrico Maggi         |
| Katsumi Akagi | Tomoko Miura     | Emanuela Pacotto     |
| Hugo Gilbert  |                  | Elisabetta Spinelli  |
| Al Bowen      | Megumi Ogata     | Irene Scalzo         |
| Aya           | Aya Hisakawa     |                      |
| Kurou         | Jūrōta Kosugi    |                      |
| Jeff Bowen    |                  | Benedetta Ponticelli |

## Episodi
| Nº | Titolo italiano Giapponese 「Kanji」 - Rōmaji                              | In onda           | In onda           |
| Nº | Titolo italiano Giapponese 「Kanji」 - Rōmaji                              | Giapponese        | Italiano          |
| 1  | Risonanza 「共振 バイブレーション」 - kyōshin baibureshon                  | 7 aprile 2001     | 24 agosto 2009    |
| 2  | Movimento 「発動 トランス」 - hatsudō toransu                              | 14 aprile 2001    | 25 agosto 2009    |
| 3  | Incubo 「悪夢 ナイトメア」 - akumu naitomea                                | 21 aprile 2001    | 26 agosto 2009    |
| 4  | Agguato 「迎撃 インターセプト」 - geigeki intaseputo                       | 28 aprile 2001    | 27 agosto 2009    |
| 5  | Contrattacco 「反撃 カウンターアタック」 - hangeki kauntaatakku            | 5 maggio 2001     | 28 agosto 2009    |
| 6  | Raid 「瞬撃 フラッシュ」 - shun geki furasshu                              | 12 maggio 2001    | 31 agosto 2009    |
| 7  | Coalizione 「共闘 トラスト」 - kyōtō torasuto                              | 19 maggio 2001    | 1º settembre 2009 |
| 8  | Luoghi sconosciuti 「異郷 ストレンジャー」 - ikyō sutorenja                | 26 maggio 2001    | 2 settembre 2009  |
| 9  | Un mondo spaventoso 「魔境 イリュージョン」 - makyō iryujon                | 2 giugno 2001     | 3 settembre 2009  |
| 10 | La bestia demoniaca 「魔獣 ジャバウォック」 - majū jabauokku               | 9 giugno 2001     | 4 settembre 2009  |
| 11 | Risveglio 「覚醒 エヴォリューション」 - kakusei evoryushon                 | 16 giugno 2001    | 7 settembre 2009  |
| 12 | Battito 「鼓動 ビート」 - kodō bito                                        | 23 giugno 2001    | 8 settembre 2009  |
| 13 | Organizzazione 「組織 ブルーメン」 - soshiki burumen                       | 30 giugno 2001    | 9 settembre 2009  |
| 14 | Pioggia di benvenuto 「慈雨 ウェルカムレイン」 - ji ame uerukamurein       | 7 luglio 2001     | 10 settembre 2009 |
| 15 | Banchetto demoniaco 「魔宴 ショータイム」 - ma utage shotaimu              | 14 luglio 2001    | 11 settembre 2009 |
| 16 | Il diavolo 「魔王 セイタン」 - maō seitan                                  | 21 luglio 2001    | 14 settembre 2009 |
| 17 | Avvento 「降臨 ヘブン」 - kōrin hebun                                      | 28 luglio 2001    | 15 settembre 2009 |
| 18 | Fiamme infernali 「業火 ゲヘナ」 - gyō hi gehena                           | 4 agosto 2001     | 16 settembre 2009 |
| 19 | Riserva di caccia 「狩場 スナークハント」 - kariba sunakuhanto             | 11 agosto 2001    | 17 settembre 2009 |
| 20 | Crisi 「危機 クライシス」 - kiki kuraishisu                                | 18 agosto 2001    | 18 settembre 2009 |
| 21 | Speranza 「希望 ウィッシュ」 - kibō uisshu                                 | 25 agosto 2001    | 21 settembre 2009 |
| 22 | Cavaliere 「騎士 ナイト」 - kishi naito                                    | 1º settembre 2001 | 22 settembre 2009 |
| 23 | Coniglio bianco 「白兎 ホワイトラビット」 - shiro usagi howaitorabitto     | 8 settembre 2001  | 23 settembre 2009 |
| 24 | Veleno mortale 「猛毒 ヴェノム」 - mōdoku venomu                           | 15 settembre 2001 | 24 settembre 2009 |
| 25 | Giudizio 「審判 ジャッジメント」 - shinpan jajjimento                      | 22 settembre 2001 | 25 settembre 2009 |
| 26 | Incontro inatteso 「邂逅 フライ」 - kaikō furai                            | 29 settembre 2001 | 28 settembre 2009 |
| 27 | Arrivo da lontano 「遠来 アライヴ」 - enrai araivu                         | 6 ottobre 2001    | 29 settembre 2009 |
| 28 | Cani Segugio 「猟犬 ハウンド」 - ryōken haundo                             | 13 ottobre 2001   | 30 settembre 2009 |
| 29 | Samurai nella lotta 「闘士 ハンター」 - tōshi hanta                        | 20 ottobre 2001   | 1º ottobre 2009   |
| 30 | Appello alla fiducia 「信頼 リンク」 - shinrai rinku                       | 27 ottobre 2001   | 2 ottobre 2009    |
| 31 | Attacco imminente 「来襲 ハーキュリー」 - raishū hakyuri                   | 3 novembre 2001   | 5 ottobre 2009    |
| 32 | Muta nell'incubazione 「孵化 インキュベーション」 - fuka inkyubeshon       | 10 novembre 2001  | 6 ottobre 2009    |
| 33 | Il dio del fuoco 「火神 マーズ」 - hi kami mazu                            | 17 novembre 2001  | 7 ottobre 2009    |
| 34 | Ucellino in gabbia 「鳥籠 カナリア」 - tori kago kanaria                   | 24 novembre 2001  | 8 ottobre 2009    |
| 35 | Quiete desolata 「静寂 サイレント」 - seijaku sairento                     | 1º dicembre 2001  | 9 ottobre 2009    |
| 36 | Flusso impetuoso 「奔流 ストリーム」 - honryū sutorimu                     | 8 dicembre 2001   | 10 ottobre 2009   |
| 37 | Andare avanti 「前進 フォワード」 - zenshin fowado                         | 15 dicembre 2001  | 11 ottobre 2009   |
| 38 | Crepuscolo del sonno 「昏睡 コーマ」 - konsui koma                         | 22 dicembre 2001  | 12 ottobre 2009   |
| 39 | Acqua infuocata 「火水 エレメント」 - kasui eremento                       | 29 dicembre 2001  | 13 ottobre 2009   |
| 40 | Ritorno alla vita 「復活 リバース」 - fukkatsu ribasu                      | 5 gennaio 2002    | 14 ottobre 2009   |
| 41 | Separazione forzata 「離反 ドラッケン」 - rihan dorakken                   | 12 gennaio 2002   | 15 ottobre 2009   |
| 42 | Nuova vita 「誕生 アリス」 - tanjō arisu                                   | 19 gennaio 2002   | 16 ottobre 2009   |
| 43 | Cambiamento di tempo 「転回 ターン」 - tenkai tan                          | 26 gennaio 2002   | 17 ottobre 2009   |
| 44 | Frontiera dell'illusione 「幻境 アルカディア」 - maboroshi sakai arukadeia | 2 febbraio 2002   | 18 ottobre 2009   |
| 45 | Zona di guerra 「戦場 キリングフィールド」 - senjō kiringufirudo           | 9 febbraio 2002   | 19 ottobre 2009   |
| 46 | Fortezza impenetrabile 「要塞 フォートレス」 - yōsai fotoresu              | 16 febbraio 2002  | 22 ottobre 2009   |
| 47 | Intreccio confuso 「交錯 ジャンクション」 - kōsaku jankushon               | 23 febbraio 2002  | 23 ottobre 2009   |
| 48 | Essere umano 「人間 ヒューマン」 - ningen hyuman                           | 2 marzo 2002      | 24 ottobre 2009   |
| 49 | Mistero svelato 「黙示 リベレイション」 - mokuji ribereishon               | 9 marzo 2002      | 26 ottobre 2009   |
| 50 | Confine del mondo 「世界 アニムス」 - sekai animusu                        | 16 marzo 2002     | 27 ottobre 2009   |
| 51 | Cielo blu 「青空 ブルーウィッシュ」 - aozora buruuisshu                    | 23 marzo 2002     | 30 ottobre 2009   |
| 52 | Ritorno a casa 「帰還 ライフ」 - kikan raifu                               | 30 marzo 2002     | 31 ottobre 2009   |